# ウォーレン郡 (ケンタッキー州)
ウォーレン郡（英: Warren County）は、アメリカ合衆国ケンタッキー州の南西部、特にペニーロイヤル高原と西部炭田地域に位置する郡である。人口は13万4554人（2020年）。郡庁所在地はボーリンググリーンであり、同郡で人口最大の都市である。
ウォーレン郡はボーリンググリーン大都市圏に属している。「モイスト郡」に分類される。基本的にアルコール飲料の販売が禁止されている「ドライ郡」（禁酒郡）だが、ボーリンググリーン市のように小売りが認められる「ウェット」市が郡内にある。

## 歴史
ウォーレン郡内にはインディアンの集落やマウンドがあった地域である。1770年代、地域最初の白人としてロングハンター（長期間狩猟の旅をする者）が入ってきた。初期土地所有者にはエリジャ・ゴビントン将軍などがいた。初期開拓地の1つであるマクファデンズステーションは、1785年にアンドリュー・マクファデンがバーレン川の北岸、カンバーランド・トレイス沿いに設立したものだった。
1976年12月14日、ウォーレン郡はローガン郡から分離し、州内23番目の郡として設立された。郡名はアメリカ独立戦争のジョセフ・ウォーレン将軍に因んで名付けられた。ウォーレンは、ウィリアム・ドーズとポール・リビアを有名な真夜中の騎行に送り出し、イギリス軍の接近を住民に警告させたことで知られている。バンカーヒルの戦いで戦死した英雄である。
ウォーレン郡は農業市場の中で川船による交易で繁栄した。1859年、ルイビル・アンド・ナッシュビル鉄道（現在はCSXトランスポーテーション）が郡内に開通した。
南北戦争のとき、住民の大半は合衆国の継続を支持したとされている。しかし、ウォーレン郡は戦略的な位置にあったので、1861年9月には南軍に占領された。南軍がテネシー州に撤退した後は、1862年2月14日に北軍が占領した。この南軍撤退時に、バーレン郡の鉄道橋、ボーリンググリーンの鉄道駅など鉄道関連の建築物が破壊され、北軍の追撃を遅らせた。
}
1960年代から1970年代に州間高速道路65号線とグリーン川パークウェイ（現在のウィリアム・H・ナッチャー・パークウェイ）が完成し、工業化が進展し、農業中心の社会が都市化されていった。
1997年、ボーリンググリーン市はナショナル・アーバーデイ財団に後援される樹木の都市USAになった。

## 地理
アメリカ合衆国国勢調査局に拠れば、郡域全面積は547.69平方マイル (1,418.5 km2)であり、このうち陸地545.21平方マイル (1,412.1 km2)、水域は2.48平方マイル (6.4 km2)で水域率は0.45%である。

### 特徴的な地形
郡南部と南西部はほとんど平坦である。西部はギャスパー川の近くに急な斜面と岩や崖のある丘陵がある。東部はドレイクス・クリーク近くでうねった丘陵となり、州中央部の景色に似ている。北部はグリーン川とバーレン川の間で最もごつごつしており、リバーサイドやリチャーズビルの近くは大変高い尾根がある。主要河川はボーリンググリーン市を流れるバーレン川であり、所によって急な斜面に囲まれている。ボーリンググリーン市域にはかなりの数の丘陵がある。ボーリンググリーン市には古い貯水池、病院と南北戦争のときの砦、西ケンタッキー大学キャンパスの大半、ホブソングローブ、歴史あるイタリア・ルネッサンス様式の南北戦争時代のプランテーションなどがあり、この周辺から文化が生まれた。グリーン川は郡の北部郡境になっている。その支流として、バーレン川とギャスパー川があり、またドレイクス・クリーク、ジェニングス・クリーク、ベイズ支流がある。シャンティホロー湖が郡北西隅にある。西部の平坦な高台と南部および南西部の平坦地は肥沃な土壌であり、タバコ、干し草、トウモロコシ、大豆などが栽培されている。その他の土地は粘土質であり、岩が多く農業には適していない。家畜、馬の飼育や狩猟に使われている。

### 主要高規格道路
- 州間高速道路65号線
- ウィリアム・H・ナッチャー・パークウェイ
- アメリカ国道231号線
- アメリカ国道31号線西
- アメリカ国道68号線/ケンタッキー州道80号線
- ケンタッキー州道185号線
- ケンタッキー州道234号線
- ケンタッキー州道880号線

### 隣接する郡
- バトラー郡 - 北西
- エドモンソン郡 - 北東
- バーレン郡 - 東
- アレン郡 - 南東
- シンプソン郡 - 南、南西
- ローガン郡 - 南西

## 人口動態

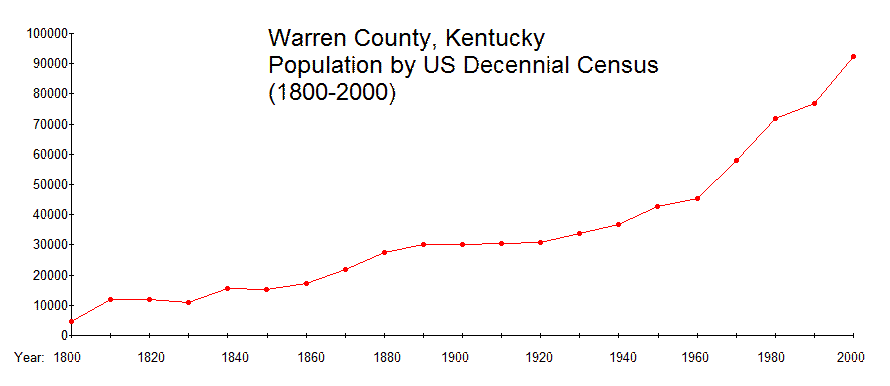
ウォーレン郡の人口推移図

以下は2000年国勢調査による人口統計データである。
| 基礎データ - 人口: 92,522人 - 世帯数: 35,365 世帯 - 家族数: 23,411 家族 - 人口密度: 66人/km2（170人/mi2） - 住居数: 38,350軒 - 住居密度: 27軒/km2（70軒/mi2） 人種別人口構成 - 白人: 86.98% - アフリカン・アメリカン: 8.58% - ネイティブ・アメリカン: 0.24% - アジア人: 1.35% - 太平洋諸島系: 0.08% - その他の人種: 1.33% - 混血: 1.45% - ヒスパニック・ラテン系: 2.67% 年齢別人口構成 - 18歳未満: 23.1% - 18-24歳: 16.2% - 25-44歳: 29.1% - 45-64歳: 21.1% - 65歳以上: 10.5% - 年齢の中央値: 32歳 - 性比（女性100人あたり男性の人口） - 総人口: 96.2 - 18歳以上: 93.0 | 世帯と家族（対世帯数） - 18歳未満の子供がいる: 31.4% - 結婚・同居している夫婦: 51.4% - 未婚・離婚・死別女性が世帯主: 11.2% - 非家族世帯: 33.8% - 単身世帯: 26.1% - 65歳以上の老人1人暮らし: 8.3% - 平均構成人数 - 世帯: 2.46人 - 家族: 2.97人 収入と家計 - 収入の中央値 - 世帯: 36,151米ドル - 家族: 45,142米ドル - 性別 - 男性: 32,063米ドル - 女性: 22,777米ドル - 人口1人あたり収入: 18,847米ドル - 貧困線以下 - 対人口: 15.4% - 対家族数: 10.8% - 18歳未満: 17.8% - 65歳以上: 13.8% |

## 都市と町
| - ボーリンググリーン - 郡庁所在地 - オークランド - プラムスプリングス - スミスグローブ | - ウッドバーン - ロック・フィールド - リッチポンド - プラーノ |

## 教育

### 公共教育学区
郡内の公共教育は2つの教育学区が管轄している。
- ウォーレン郡公共教育学区が郡内の大半を管轄している[4][5][6]。小学校14校、中学校4校、高校5校が入っている
- ボーリンググリーン独立教育学区は、ボーリンググリーン市を管轄している[7]。小学校5校、中学校1校、高校3校が入っている。高校の1つはキャロル・マーティン・ガットン数学科学校である

### 高等教育機関
- サウスセントラル・ケンタッキー・コミュニティ工科カレッジ
- 西ケンタッキー大学

## 見どころ
- ビーチベンド公園 - ローラーコースター、ウォーターパーク、レース場
- シボレー・コルベットとキャデラック・XLRの組み立て工場] - 見学可能
- エロイース・B・ハウチェンス・センター - ギリシャ復古調の邸宅、1904年建設、元ボーリンググリーン市長宅
- ウェブ砦歴史公園 - 南北戦争の史跡
- 鉄道歴史公園、ルイビル・アンド・ナッシュビル鉄道駅 - 1925年建設の駅、二階建て博物館に6両の復元車両を収める
- ケンタッキー博物館と図書館 - ケンタッキー州の工芸品を収める、西ケンタッキー大学キャンパスにある
- ロスト川洞窟と渓谷 - 世界最短で最も深い河、ジェシー・ジェイムズとその仲間が隠れ家にしたことがあった
- ナショナル・コルベット博物館 - 1953年以降のシボレー・コルベットのモデルを展示
- ホブソングローブのリバービュー - 1850年代後半から1872年に建設されたバーレン川を見下ろす邸宅